# Campomanesia lineatifolia
Campomanesia lineatifolia là một loài thực vật có hoa trong Họ Đào kim nương. Loài này được Ruiz & Pav. mô tả khoa học đầu tiên năm 1798.

## Hình ảnh

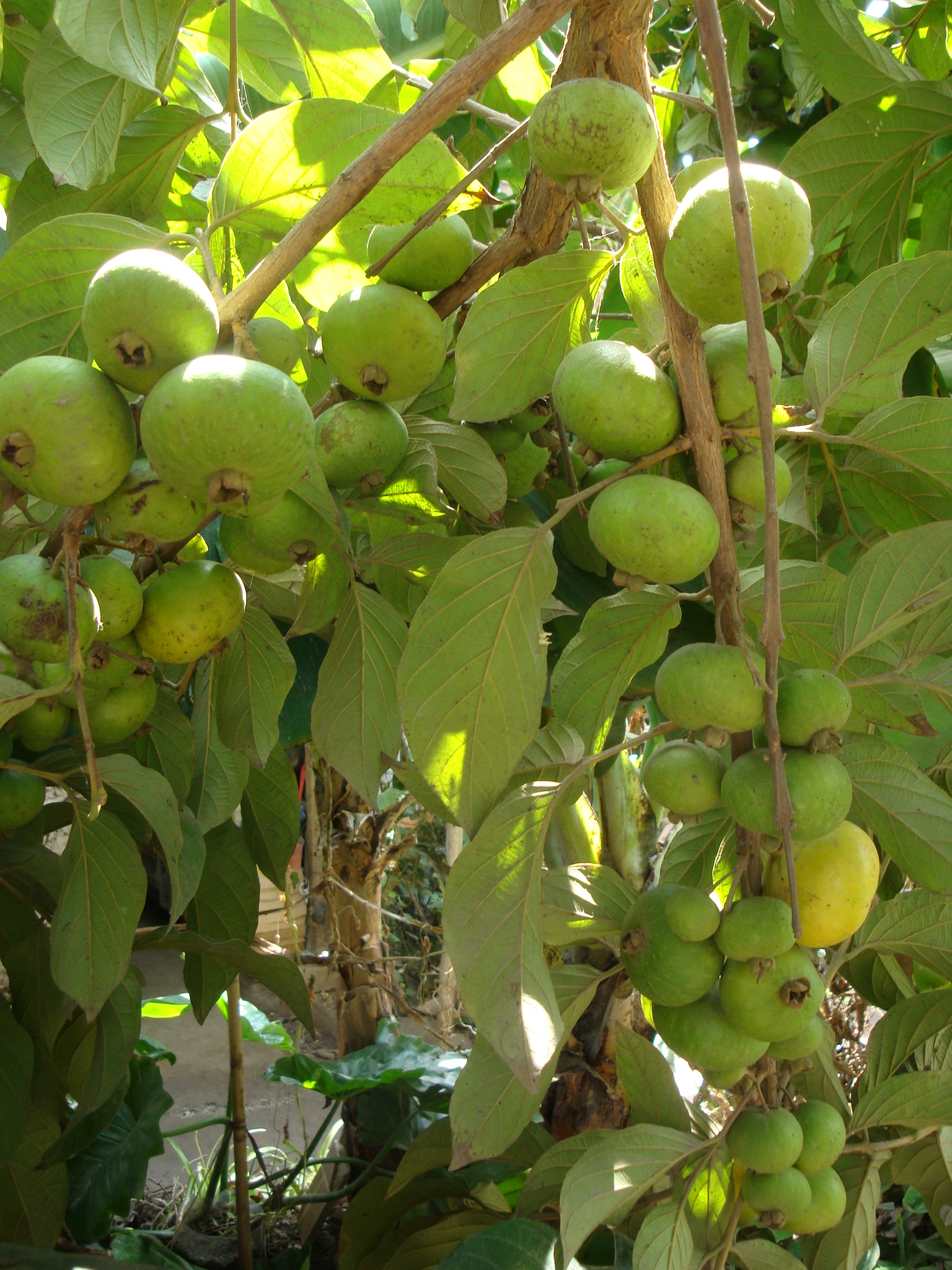